# Thomas Zajac
Thomas Zajac (22 settembre 1985) è un velista austriaco.

## Palmarès
Olimpiadi
- 1 medaglia:
  - 1 bronzo (Rio de Janeiro 2016 nella categoria Nacra 17)

Mondiali
- 1 medaglia:
  - 1 argento (Bogliaco 2009 nella categoria Tornado)